# Woodland (Californië)
Woodland is een plaats (city) in de Amerikaanse staat Californië, en valt bestuurlijk gezien onder Yolo County.

## Demografie
Bij de volkstelling in 2000 werd het aantal inwoners vastgesteld op 49.151.
In 2006 is het aantal inwoners door het United States Census Bureau geschat op 51.144, een stijging van 1993 (4,1%). Bij de volkstelling in 2020 werd het inwoneraantal vastgesteld op 61.032.

## Geografie
Volgens het United States Census Bureau beslaat de plaats een oppervlakte van
26,7 km², geheel bestaande uit land. Woodland ligt op ongeveer 21 m boven zeeniveau.

## Plaatsen in de nabije omgeving
De onderstaande figuur toont nabijgelegen plaatsen in een straal van 32 km rond Woodland.

## Geboren
- Eddy Howard (1914–1963), jazzzanger en orkestleider
- Derek Ernst (1990), golfer
- Jack Yerman (1939), Amerikaans atleet
- John Didion (1947-2013), American football speler